# Fédération des universitaires catholiques italiens
La Fédération des universitaires catholiques italiens (« Federazione Universitaria Cattolica Italiana ») connue sous l'acronyme FUCI, est une fédération de groupes d'étudiants des universités catholiques italiennes. C'est l'une des organisations qui ont conduit à la formation de nombreux intellectuels catholiques italiens du XXe siècle, et qui est toujours active au sein des universités italiennes.

## Histoire
La FUCI a été fondée en 1896 en Italie, invitant à une plus grande participation des catholiques dans la société civile italienne, alors que l'Église et le gouvernement italien étaient en opposition du fait de la disparition des États pontificaux et la période dite du non expedit.
Face à la montée de l'anticléricalisme dans les universités italiennes, des groupes de jeunes catholiques italiens s'organisent au sein de la FUCI, afin de pouvoir concilier foi et raison pour des laïcs catholiques. Dans de nombreuses universités se créent des cercles, fédérés par la Fédération des Universitaires catholiques italiens.
Au cours des premières années, des conflits naissent sur la nature du mouvement, entre les partisans d'une conception religieuse de la FUCI et ceux qui prônent une intervention culturel et plus ancré dans la société civile. La Première Guerre mondiale a aussi été l'objet de conflits entre les partisans de l'intervention dans la guerre au nom du nationalisme italien, et les partisans du neutralisme, encouragé par le refus du pape Benoit XIV de cette guerre.
Après la Première Guerre mondiale, la FUCI est restée très neutre politiquement, notamment face au parti populaire italien, et très vite elle est devenue la seule organisation alternative aux groupes universitaires fascistes.
Le cardinal Giovanni Battista Montini, futur pape Paul VI, à la tête du mouvement, continue à suivre cette logique d'indépendance vis-à-vis du fascisme, tout en développant une formation culturelle, sociale et théologique du mouvement. Les accords de Latran en 1929 entre le Vatican et l'Italie ont pu laisser croire à un rapprochement entre la FUCI et les fascistes, mais très vite la répression fasciste conduit à la réduction des niveaux d'intervention de la FUCI.
Lors de la fin de la Seconde Guerre mondiale, le Parti démocrate chrétien est composé de nombreux anciens membres de la FUCI, dont trente-cinq députés qui ont participé à l'élaboration de la Constitution italienne actuelle.

## Membres notables
- Aldo Moro : homme politique et chef du gouvernement italien. Il a été président de la FUCI de 1939 à 1942.
- Giulio Andreotti : homme politique et chef du gouvernement italien. Il a été président des FUCI de 1942 à 1944. Andreotti rencontre pour la première fois Alcide De Gasperi alors qu'il est employé à la Bibliothèque du Vatican pendant la Seconde Guerre mondiale[1]. Tous deux épousent les fonctions de la FUCI.
- Francesco Cossiga : homme politique et président de l'Italie
- Giovanni Battista Montini : le futur pape Paul VI était l'assistant spirituel national des FUCI de 1925 à 1933.
- Bienheureuse Itala Mela : oblate bénédictine, mystique et théologienne.
- Bienheureux Pier Giorgio Frassati : Jeunesse italienne, 1901-1925, membre du cercle Cesare Balbo (membre FUCI) à l'école polytechnique de Turin.
- Vénérable Giorgio La Pira : engagé dans la branche du FUCI située à Messine (pour s'exercer aux cartes et jouer aux échecs)[2] et ensuite à l'université catholique de Rome (1940-1945)[3].